# Shattered Hope
Shattered Hope ist eine 2002 gegründete Death-Doom-, Gothic-Metal- und Funeral-Doom-Band.

## Geschichte
Im Juli 2002 wurde Shattered Hope in Athen gegründet. Die anfängliche Konstellation durchlief eine Reihe Besetzungswechseln bis zum Dezember 2003. Im Juni 2005 wurde das erste Demo A View of Grief veröffentlicht. Es wurde national positiv aufgenommen. Nach der Veröffentlichung spielte die Band diverse Auftritte zur Promotion. Im November 2006 verließ der Leadgitarrist Nontas Shattered Hope, woraufhin Sakis Vlachakis, der sich zuvor als Keyboarder eingebracht hatte, die Leadgitarre übernahm und Eugenia Theocharatou, als Keyboarderin, die Band erneut komplettierte. In dieser Besetzung spielte Shattered Hope das zweite Demo Promo 2007 ein und setzte die Auftrittstätigkeit fort. Im November 2007 verließ der Bassist Panagiotis die Gruppe und wurde durch Thanasis Loumos ersetzt. Die Gruppe bestritt folgend weitere europaweite Auftritte, einige zusammen mit populären Interpreten des Funeral- und Death-Doom, darunter Saturnus, Mourning Beloveth, Ataraxie, Mar de Grises, Mourning Dawn und Ahab.
In der Zwischenzeit komponierte die Band ihr Debütalbum, das schließlich im Dezember 2010 unter dem Namen Absence über Solitude Productions veröffentlicht wurde. Zugleich nahm die Gruppe eine Zusammenarbeit mit Lugga Music Productions und Adrian De Buitléar aus Buchungs- und Werbegründen auf. Im Januar bestritt Shattered Hope eine Tournee als Vorgruppe von My Dying Bride, gefolgt von Auftritten auf Festivals wie dem Doom Shall Rise und den Dutch Doom Days. Gleichzeitig hatte die Band begonnen, ihr zweites Album zu komponieren, das im Februar 2014 von Solitude Productions veröffentlicht wurde. Waters of Lethe ist. Nach der Veröffentlichung verließ Theocharatou die Gruppe. Bereits die Promotionaktivitäten fanden ohne sie statt. Bereits zu Beginn des Jahres 2014 schrieb die Gruppe neue Stücke, geriet jedoch über einen mehrmaligen Wechsel des Schlagzeugers in Verzug. Nachdem der Schreib- und Aufnahmeprozess abgeschlossen war entschlossen Band und Label aufgrund der COVID-19-Pandemie die Veröffentlichung noch um einige Monate zu verzögern.

## Werk und Wirkung
Shattered Hope veröffentlichte zwei Demos, bevor es zu einem Vertrag mit Solitude Productions kam, wo seit 2010 drei Studioalben erschienen.

### Stil
Als Haupteinfluss benennen die Musiker My Dying Bride, Paradise Lost, Anathema, Shape of Despair, Saturnus, Mourning Beloveth und Esoteric. Das bediente musikalische Spektrum der Band variiert zwischen Gothic Metal, Funeral Doom und Death Doom. Als Vergleich werden insbesondere My Dying Bride und Esoteric angeführt, aber auch weitere Genrevertreter wie Who Dies in Siberian Slush, Mourning Beloveth, The Gathering Saturnus, Ophis, Ataraxie, Doom:VS und Septic Mind.
Die Veröffentlichungen variieren in diesem Stilspektrum mal stärker zum Gothic Metal und Death Doom, insbesondere das Demo und Debüt wird verstärkt in der Tradition der Bands von Peaceville Records gesehen, während Waters of Lethe eher dem Funeral Doom zugerechnet wird. Derweil gilt Vespers als programmatischer Hybrid der Stile. Stets betont wird das melodiöse Spiel von Keyboard und Leadgitarre. En tiefes Growling gepaart mit „gequälten, dennoch kraftvollen Screams“ und das vorherrschend langsame Tempo, welches bis zum Debüt noch durch Tempoausbrüche variiert wurde, ergänzen den Grundklang der Musik.

„Nicht selten setzt eine tiefe Wand aus Chören ein, verhallte Sechssaiter-Bendings und leichte Klavieranschläge vermischen sich mit teils geflüstertem Gesang. Auch für Gitarrensoli (‘For The Night Has Fallen’) oder hypnotische Trommel-Interludien (‘Convulsion’) lassen die Kompositionen gelegentlich Platz. Unter dem Mantel aus tiefen Gitarrenwänden, versteht sich.“

### Rezeption
Die Album-Veröffentlichungen wurden international rezipiert und die Band gilt über ihre Popularität als Ikone der griechischen Doom-Metal-Szene neben On Thorns I Lay und Decemberance. Darauf angesprochen betonten die Mitglieder, dass Doom Metal in Griechenland nur wenig Publikum besäße und trotz erfolgreicher Alben und internationaler Auftritte, national als Underground verharre. Zugleich verwies die Band darauf, dass die Gemeinschaft griechischer Metal-Bands mit internationaler Resonanz aufbauend auf dem Erfolg von Rotting Christ und Septicflesh stetig wachse.

#### Demos
A View of Grief wurde insbesondere von griechischen Medien wohlwollend aufgenommen, während eine internationale Rezeption rar blieb. Chris Papadakis besprach das Demo für Doom-Metal.com, lobte das Demo als gut ausgearbeitet und attestierte der Gruppe Potential sich zu steigern sofern die Gruppe das Tempo reduziere. Mit dem Vertrieb über Solitude Productions nahm die Rezeption der Gruppe zu.

#### Absence
Absence wurde international positiv aufgenommen. Dirk Bengt schrieb für Burn Your Ears, dass es „ein potentiell sehr gutes Album“ sei, dass durch überlange Stücke etwas Qualität verloren habe. Die Stärke der Gruppe läge derweil in den Melodien. Anders Reini für Stormbringer.at, „Langeweile“ scheine „bei solch einem Vorgehen normalerweise vorprogrammiert“, doch die Gruppe verstünde es „einigermaßen gekonnt ihre Doom Attacken nie zu sehr ins endlos deprimierende hinauszuziehen, sondern […] mit pointiertem Herumspielen den Hörer doch zu fesseln.“ Markus Endres besprach das Album für Metal.de und urteilte, Abscence sei „ein verdammt schweres, episches und abwechslungsreiches Album voller Hoffnungslosigkeit, mit tieftraurigen Melodien, prägnanten Riffs, nicht zu komplexen Arrangements und tiefen Growls direkt aus der Gruft.“ Weitere Rezensenten lobten das Album ebenso als kompositorisch und handwerklich gelungen, eine „vielschichtige[…] Frustrations-Demonstration“ die für Anhänger früher Paradise Lost und My Dying Bride klar zu empfehlen sei.

„Ich sehe der Band eine große Zukunft voraus, sollten die weiteren Alben auf selbem Niveau bleiben oder gar besser werden. Freunde von Doom Metal mit dem Bedürfnis nach mehr Melodie als Dissonanz können direkt zugreifen.“

#### Waters of Lethe
„Etwas schade ist allerdings, dass potenzieller Facettenreichtum beim erst etwas ruhiger und verspielter beginnenden sowie zwischendurch death-metallische Ausbrüche rausdonnernden Opener zunächst zwar angedeutet wird, ‚Waters Of Lethe‘ im weiteren Verlauf dann aber doch etwas beliebig und ideenarm daherkommt.“

Frédéric Cerfvol kritisierte für Doom-Metal.com fehlende Emotionalität, bescheinigte der Band jedoch kompositorische und handwerkliche Qualität. Trotz solcher gelegentlicher Kritiken, die das Album zumeist mit einer mittelmäßigen Wertung versahen, wurde Waters of Lethe mehrheitlich eher positiv aufgenommen. Alex Klug schrieb für Metal.de, dass die Band das „Doom-Gewand […] mit […] Feinheiten“ kompositorischer Ausarbeitungen und dynamischer Ausgestaltungen, in Form von Chören, Piano, Hall, Soli und „hypnotische Trommel-Interludien“, ausschmücke. „Diese verbinden sich meist zu dramatischen Melodiebögen, welche die atmosphärischen Kompositionen weiter zuspitzen.“ Weitere Besprechungen gingen auf die Abkehr von dem Muster des Debüts aus und lobten Waters of Lethe als „eine stimmige und starke Platte mit viel Epik“ sowie eine Verdeutlichung der angestrebten Richtung in der sich Shattered Hope zu behaupten wüsste. Ohne den Vergleich zum vorherigen Album, jedoch in Relation zu anderen Genrevertretern wie Who Dies in Siberian Slush, Doom:VS, Mare Infinitum und Septic Mind wurde Waters of Lethe als gleichwertige Veröffentlichung von herausragender Qualität beurteilt.

#### Vespers
Die Beurteilungen zu Vespers variierten zwischen Mittelmäßigkeit und hohem Lob. Insbesondere Beliebigkeit und ein Mangel an Emotionalität im Gesang wurde dem Album zur Last gelegt. Kompositorisch und Spielerisch sei es „ein ums andere mal gut gemacht aber die Vocals transportieren hier keinerlei Emotionen, oder zumindest keine die ich kenne“ lautete eine für Crossfire-Metal verfasste Kritik. Ähnlich das für Zware Metalen verfasste Urteil, dass die Gruppe als zahnlosen Tiger benannte. Es bliebe Gefährlich, beiße jedoch nicht mehr.
Euphorischer wurde das Album an anderer Stelle als „ein Juwel in der Masse an doom-lastigen Veröffentlichungen“ gepriesen, dem es gelänge „das Kunststück, zutiefst emotional zu agieren, ohne in die Kitschecke abzudriften oder allzu bemüht zu klingen.“ Und Vespers sei
„ein starkes Death Doom Album abzuliefern, das von Anfang bis Ende zu überzeugen“ wüsste, und mit welchem die Band ein breites Publikum verdient hätte. Vespers gelänge es gar Hörer auf einem Niveau, wie nur wenige anzusprechen schrieb Ed Ford für Rock ‘n’ Load.

„Shattered Hope haben mit ‚Vespers‘, ohne den Stil des Funeral Doom neu zu interpretieren, ein zwangloses Werk geschaffen, dem man sich vollkommen hingeben muss, um daraus seine schmerzlichsten Erkenntnisse ziehen zu können und davon gereinigt zu werden.“